# Великий Селег
Великий Селе́г (рос. Большой Селег) — село в Красногорському районі Удмуртії, Росія.

## Населення
Населення — 290 осіб (2010; 400 в 2002).
Національний склад станом на 2002 рік:
- росіяни — 94 %